# Crematogaster scelerata
Crematogaster scelerata es una especie de hormiga acróbata del género Crematogaster, categorizada en la tribu Crematogastrini, de la subfamilia Myrmicinae. Fue descrita por Santschi en 1917.

## Distribución
Se distribuye por América del Sur: Argentina, Brasil y Paraguay.

## Tratamiento taxonómico
La especie aparece registrada y publicada en Description de quelques nouvelles fourmis de la République Argentine. Anales de la Sociedad Científica Argentina 84:277-283.